# Краљ боема верује у љубав
Краљ боема верује у љубав је дванаести музички албум српског певача Шабана Шаулића. Објављен је 1987. године у издању музичке куће Сарајево диск. На албуму се налази десет песама. Као хитови издвојиле су се песме Верујем у љубав, Заљубљен сам, мајко, Свадбарска песма и Краљ боема.

## Песме
| Бр. | Назив песме             | Трајање |
| --- | ----------------------- | ------- |
| 1.  | Верујем у љубав         | 04:11   |
| 2.  | Заљубљен сам, мајко     | 03:53   |
| 3.  | Свадбарска песма        | 02:47   |
| 4.  | Живели                  | 03:33   |
| 5.  | Краљ боема              | 03:52   |
| 6.  | Бол болујем             | 03:46   |
| 7.  | Три бокала за три друга | 04:03   |
| 8.  | Маријана                | 03:46   |
| 9.  | Нема више фијакера      | 03:13   |
| 10. | Где је мој друг Миша    | 03:43   |

Информације
- Продуцент: Шабан Шаулић
- Уредник издања: Хасан Дудић
- Одговорни уредник: Недељко Крављача
- Рецензент: Слободан Ђурасовић
- Тон мајстор: Аца Радојичић